# Andrachne reflexa
Andrachne reflexa là một loài thực vật có hoa trong họ Diệp hạ châu. Loài này được Stapf mô tả khoa học đầu tiên năm 1886.